# Früher Frost
Früher Frost (Verweistitel: Früher Frost – Ein Fall von Aids, Originaltitel: An Early Frost) ist ein amerikanisches Filmdrama aus dem Jahre 1985. Es war der erste Film, der sich dem Thema AIDS widmete. Der Fernsehfilm wurde erstmals am 11. November 1985 beim US-Sender NBC ausgestrahlt.

## Handlung
Michael Pierson, ein erfolgreicher Anwalt, wird nach einem schweren Hustenanfall in ein Krankenhaus gebracht. Dort erfährt er von einem Arzt, dass er unter der Krankheit Aids leidet. Sein Partner Peter gesteht ihm, dass er außerhalb der Beziehung Sex hatte, woraufhin ihn Michael aus dem Haus wirft. Daraufhin fährt Michael zu sich nach Hause, um seine Familie zu informieren, dass er schwul und an Aids erkrankt ist.
Die Familie geht sehr unterschiedlich mit der Neuigkeit um und es dauert eine Weile, bis sie Michael wieder voll unterstützen. Kurz danach muss er wieder ins Krankenhaus und lernt dort den Patienten Victor kennen, ein Homosexueller, der ebenfalls an Aids erkrankt ist. Victor stirbt in diesem Krankenhaus und seine Sachen werden aufwändig verstaut, aus Angst, sie könnten kontaminiert sein.

## Hintergrund
1981 tauchten die ersten Fälle von Patienten mit einer mysteriösen Immunschwäche in den USA auf, die später häufig an eigentlich harmlosen Erkrankungen wie seltenen Lungenentzündungen (z. B. Pneumocystis jirovecii) oder dem Kaposi-Sarkom starben. Diese Immunschwäche-Krankheit betraf zu dieser Zeit fast ausschließlich junge homosexuelle Männer. Aids nahm in der Homosexuellen-Szene schnell epidemische Ausmaße an.
Früher Frost war der erste Film, der sich dieser Problematik widmete und auch die sozialen Folgen der AIDS-Epidemie für die Betroffenen aufzeigte. Der Film Abschiedsblicke (Parting Glances), mit einem ähnlichen Thema, wurde zwar schon im Jahre 1984 gedreht, aber erst 1986 veröffentlicht. Etwa vier Monate vor Erscheinen von Früher Frost, waren in den USA 12.067 Amerikaner an Aids erkrankt und 6.079 von ihnen waren schon daran gestorben. Zu diesem Zeitpunkt gab es überhaupt keine ursächliche Behandlung, es wurden lediglich die auftretenden opportunistischen Infektionen bekämpft. Dadurch war der Ausbruch von Aids für die meisten ein sicheres Todesurteil.

## Kritiken
Der Film bekam gemischte Kritiken. Während der Filmdienst den Film als „zu glatt und damit zu nichtssagend in Fernsehspiel-Manier dargeboten“. bezeichnete, lobte TV Spielfilm ihn als „Ernst, bewegend und großartig gespielt.“
Einigkeit herrscht über die „Pionierleistung“ des Films, als erster die AIDS-Problematik angesprochen zu haben.
Film.at stellt besonders heraus, dass der Film auch die gesellschaftliche Dimension aufzeigt „die Stigmatisierung der Opfer, ihre isolation und soziale Verlendung“. Auch Queer.de lobt das ausleuchten der geschäftlichen Dimension und spricht von einer „beklemmenden Atmosphäre“ die der Film schaffen würde und nennt den Film glaubwürdig sowie authentisch.